# Blink-182
Blink-182 este o formație rock americană din Poway, California, formată în 1992. Aceasta este formată la momentul actual din chitaristul/vocalistul Tom DeLonge, basistul/vocalistul Mark Hoppus și toboșarul Travis Barker. Deși muzica lor s-a diversificat de-a lungul carierei, stilul lor muzical îmbină melodii pop cu ritmuri rapide de punk rock. Versurile lor se axează pe relații, frustrare adolescentină și maturitate - sau lipsa acesteia. Grupul a apărut dintr-o zonă suburbană skate-punk din sudul Californiei și a câștigat notorietate datorită spectacolelor live pline de energie și umorului ireverențios.
După ani de înregistrări și turnee independente, inclusiv apariții în Warped Tour, grupul a semnat cu MCA Records. Cele mai populare albume ale lor Enema of the State (1999) și Take Off Your Pants and Jacket (2001) au cunoscut un succes internațional. Piese ca  „All the Small Things”, „Dammit”, „I Miss You” și „What's My Age Again?" au devenit hituri și piese de referință la MTV.  Eforturile lor de mai târziu, inclusiv un album neintitulat (2003), au marcat schimbări stilistice. Tom DeLonge, unul dintre fondatori, a părăsit grupul de două ori în 2005, când trupa a luat o pauză până în 2009, și în 2015. Din acel an, grupul îl are în componență pe Matt Skiba cu care aceștia au continuat să înregistreze și să facă turnee. 
Blink-182 este considerat pe scară largă a fi unul dintre cele mai proeminente și influente acte artistice rock de la sfârșitul secolului al XX-lea. Abordarea durectă și aranjamentele simple ale acestora, care au ajutat la inițierea ascensiunii pop-punk-ului în mainstream, i-au făcut populari în rândul generaților de ascultători. Trupa a vândut 50 de milioane de albume în întreaga lume și 13 milioane în SUA.

## Începutul
După ce a fost exmatriculat din Poway High School pentru că s-a prezentat beat la un meci de basketball, Tom DeLonge a intrat la Rancho Bernardo High School unde a devenit prieten cu Anne Hoppus. Tom și-a manifestat deseori dorința de a fi într-o trupă, iar Anne i-a făcut cunoștință cu fratele ei Mark Hoppus, care la rândul lui voia același lucru. Cei doi au cântat ore în șir în garajul lui DeLonge, arătându-și unul altuia diferite cântece și au scris câteva împreună, precum una dintre favoritele fanilor, Carousel.
Pentru a-l impresiona pe DeLonge, Hoppus s-a cățărat pe un stâlp de lângă casa lui Tom și și-a rupt gleznele când a coborât, ceea ce l-a pus în cârje trei săptămâni. Cei doi au decis că trebuie să fondeze o trupă și așa au fondat Duck Tape împreună cu Scott Raynor, un baterist găsit la o petrecere. Au cântat sub numele de Duck Tape până când DeLonge s-a gândit la numele de Blink.
Trupa a început să cânte constant, ceea ce a enervat-o pe prietena lui Hoppus și l-a pus să aleagă între ea și trupă, astfel Hoppus părăsește trupa imediat după ce o fondase. La scurt timp, DeLonge l-a informat pe acesta că a împrumutat un aparat de înregistrare cu patru benzi de la un prieten ca să înregistreze un demo, iar Hoppus și-a părăsit prietena pentru a forma Blink. Au înregistrat prima melodie Flyswatter în mai 1993 în dormitorul lui Raynor.
În primele zile trupa își căra și acorda singură echipamentul și locuiau într-o dubă. 

## Membri trupei

### Membri actuali
- Mark Hoppus – chitară bas, voce (1992–2005, 2009–prezent)
- Travis Barker – tobe și percuție (1998–2005, 2009–prezent)
- Tom DeLonge – chitară, voce (1992–2005, 2009–2015, 2022-prezent)

### Foști membri
- Scott Raynor – tobe și percuție (1992–1998)
- Matt Skiba - chitară, voce (2015–2022)

## Discografie
- Cheshire Cat (1994)
- Dude Ranch (1997)
- Enema of the State (1999)
- Take Off Your Pants and Jacket (2001)
- Blink-182 (2003)
- Neighborhoods (2011)
- California (2016)
- Nine (2019)

## Premii și nominalizări
Blink-182 a avut cel mai mare succes la Teen Choice Awards câștigând trei premii: Choice Rock Group (2000) și Best Rock Group (2001) pentru trupă și Choice Love Song (2004) pentru melodia "I Miss You". "All the Small Things", un single de pe albumul Enema of the State , înregistrând trei nominalizări de la MTV Video Music Awards în 2000: Video of the Year, Best Pop Video, și Best Group Video, care a fost câștigat. Până acum Blink-182 au primit 18 premii din 29 de nominalizări. Au primit șase premii San Diego Music Awards, trei Teen Choice Awards, două Kerrang! Awards și două premii MTV Europe Music Awards.

### MTV Europe Music Awards
MTV Europe Music Awards este o ceremonia anuală înființată de MTV Europe. Blink-182 a primit două premii.
| An   | Pentru    | Premiu        | Rezultat |
| ---- | --------- | ------------- | -------- |
| 2000 | blink-182 | Best New Act  | Câștigat |
| 2001 | blink-182 | Best Rock Act | Câștigat |

### MTV Video Music Awards
MTV Video Music Awards este o ceremonia anuală înființată de MTV. Blink-182 a primit un premiu și patru nominalizări.
| An   | Pentru                 | Premiu                                               | Resultat                           |
| ---- | ---------------------- | ---------------------------------------------------- | ---------------------------------- |
| 2000 | "All the Small Things" | Best Group Video, Video of the Year , Best Pop Video | Câștigat, Nominalizat, Nominalizat |
| 2002 | "First Date"           | Best Group Video                                     | Nominalizat                        |

### Nickelodeon Kids' Choice Awards
Nickelodeon Kids' Choice Awards sunt premii anuale organizate de  Nickelodeon. Blink-182 a primit un premiu .
| 2001 | Blink-182 | Favorite Band | Câștigat |

### Teen Choice Awards
Teen Choice Awards sunt premii anuale prezentate de  Fox Broadcasting Company. Blink-182 a primit trei premii.
| 2000 | Blink-182    | Choice Rock Group | Câștigat |
| 2001 | Blink-182    | Best Rock Group   | Câștigat |
| 2004 | "I Miss You" | Choice Love Song  | Câștigat |